# 1772
Évszázadok: 17. század – 18. század – 19. század
Évtizedek: 1720-as évek – 1730-as évek – 1740-es évek – 1750-es évek – 1760-as évek – 1770-es évek – 1780-as évek – 1790-es évek – 1800-as évek – 1810-es évek – 1820-as évek
Évek: 1767 – 1768 – 1769 – 1770 –  1771 – 1772 – 1773 – 1774 – 1775 – 1776 – 1777

## Események

### Határozott dátumú események
- február 19. – Oroszország és Poroszország szerződést köt Lengyelország felosztásáról; Ausztriát is felhívják a csatlakozásra.[1]
- augusztus 5. (Julián naptár szerint július 25.) – Oroszország, Poroszország és Ausztria Szentpéterváron szerződést írnak alá Lengyelország felosztásáról.[2]
- augusztus 15. – Felszentelik a váci székesegyházat,[3] bár a belső munkálatok 1777-ig elhúzódnak.[4]
- november 6. – Visszacsatolják Magyarországhoz az 1412-ben Zsigmond király által Lengyelországnak elzálogosított 16 szepesi községet, miután Lengyelország felosztása megtörténik.
- november 12. –  Oroszország szerződést köt a Krími Kánsággal, amely szerint a Krími Kánság orosz támogatással függetlenné válik az Oszmán Birodalomtól.[5]

### Határozatlan dátumú események
- Jean-Jacques Rousseau elkészül a lengyel felkérésre írt, A lengyel kormány figyelmébe című esszével.

## Az év témái

### 1772 az irodalomban
- Megjelenik Bécsben Bessenyei György Ágis tragédiája című színműve.

## Születések
- január 2. – Jankovich Miklós, könyv-, régiség- és műgyűjtő, történész, az MTA tagja († 1846)
- március 10. – Friedrich von Schlegel, német filozófus, író, műkritikus († 1829)
- április 7. – Charles Fourier, francia utópista szocialista filozófus († 1837)
- április 18. – David Ricardo, brit közgazdász, üzletember és politikus († 1823)
- április 19. – Artner Teréz, költőnő († 1829)
- augusztus 2. – Louis Antoine de Bourbon–Condé, Bourbon herceg, a royalista emigráns hadsereg tisztje a francia forradalom és a napóleoni háborúk alatt († 1804)
- augusztus 14. – Sándor Lipót főherceg, Magyarország nádora († 1795)
- szeptember 7. – Simon Antal piarista tanár, gyógypedagógus, a siketek első magyar intézetének első igazgatója († 1808)
- szeptember 27. – Kisfaludy Sándor, költő († 1844)
- október 21. – Samuel Taylor Coleridge, angol költő, kritikus, és filozófus († 1834)
- november 4. – Csizmazia Sándor, magyar ügyvéd, író († 1860)
- december 9. – Kiss Bálint, református lelkész, történész, pedagógus, az MTA tagja († 1853)

## Halálozások
- február 2. – Fabriczy Dávid, evangélikus lelkész (* 1716)
- március 29. – Emanuel Swedenborg, (eredetileg Emanuel Swedberg), svéd tudós, filozófus, teológus, látnok és keresztény misztikus (* 1688)
- április 28. – Johann Friedrich Struensee, dán miniszter, orvos (* 1737)
- június 18. – Gerard van Swieten, Mária Terézia holland származású háziorvosa és könyvtárosa, reformer, Gottfried van Swieten apja (* 1700)
- november 9. – Banics Domokos, magyar Benedek rendi szerzetes, pap (* 1694)